# U.S. Route 90
Pour les articles homonymes, voir Route 90.
La U.S. Route 90 (US 90) est une US Route ouest–est dans le sud des États-Unis. Malgré sa numérotation se terminant par un "0", la US 90 n'a jamais été une route transcontinentale d'un océan à l'autre. Elle se trouve généralement à proximité de l'I-10 sur son tracé et passe par les états du sud que sont le Texas, la Louisiane, le Mississippi, l'Alabama et la Floride. La US 90 incorpore quelques segments de la DeSoto Trail entre Tallahassee et Lake City, Floride.
Le terminus ouest de la route est à Van Horn, Texas à l'intersection avec la I-10 BL (ancienne US 80) au nord d'un échangeur avec l'I-10. Son terminus est se trouve à l'intersection avec la SR A1A à Jacksonville Beach, Floride, tout près de l'Océan Atlantique.

## Description du tracé
|       | mi    | km    |
| ----- | ----- | ----- |
| TX    | 763   | 1228  |
| LA    | 300   | 483   |
| MS    | 79    | 128   |
| AL    | 77    | 124   |
| FL    | 409   | 658   |
| Total | 1 633 | 2 628 |

### Texas

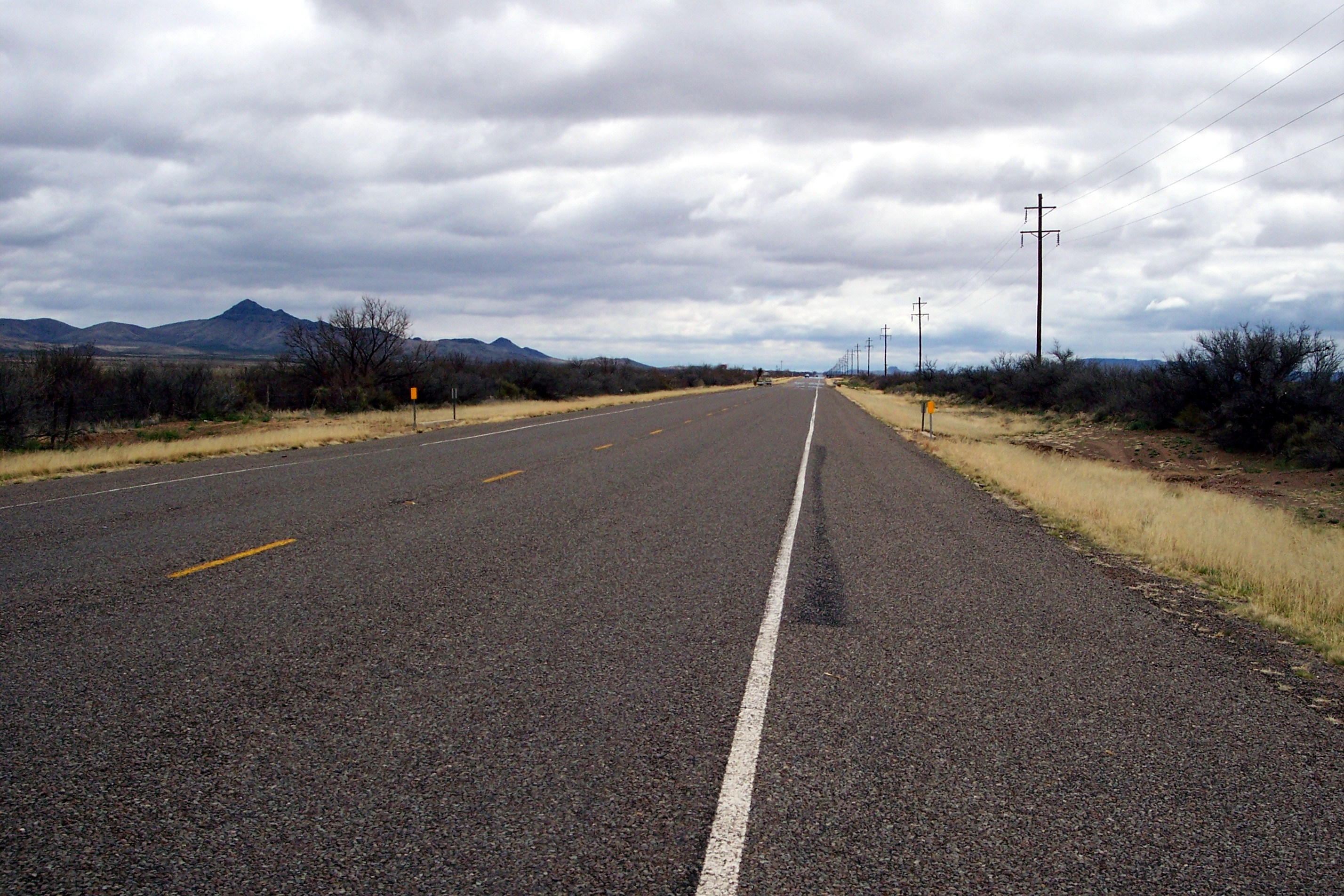
US 90 au sud de Van Horn

La US 90 débute à une intersection avec l'I-10 BL et la SH 54 au centre-ville de Van Horn. Elle se dirige ensuite vers le sud-est en direction de Marfa, où la route prend un alignement davantage vers l'est. Jusqu'à Uvalde, la route compte deux voies alors qu'elle passe par Marathon, Sanderson et Del Rio. Elle devient ensuite une autoroute dans l'ouest du comté de Bexar. Elle rejoint l'I-10 au centre-ville de San Antonio et ce multiplex se poursuit par intermittence jusqu'à l'ouest de Houston, où la US 90 emprunte la Katy Freeway en multiplex avec l'I-10. À l'est de Houston, la US 90 se sépare de l'I-10 et se dirige vers le nord-est en direction de Liberty. Dans cette ville, elle bifurque vers l'est et atteint Beaumont. Elle traverse la ville et rejoint à nouveau l'I-10 pour le reste de son parcours au Texas. Le multiplex atteint le fleuve Sabine à l'est d'Orange, marquant la frontière avec la Louisiane.

### Louisiane

US 90 traversant le Bayou des Allemands à Des Allemands, Louisiane

Entrant en Louisiane au sud-ouest de Vinton, l'I-10 / US 90 se dirige vers le nord-est. Un peu avant Vinton, les routes se séparent et la US 90 traverse cette ville. Elle est parallèle à l'i-10 alors qu'elle traverse Sulphur et, à l'ouest de Lake Charles, rejoint l'autoroute. Elle s'en sépare à l'est de Lake Charles mais demeure parallèle à celle-ci. Elle passe par Jennings, Crowley, Rayne et Scott avant d'atteindre Lafayette. C'est à Lafayette que la US 90 et l'I-10 se séparent davantage. Alors que l'I-10 se dirige vers l'est en direction de Baton Rouge, la US 90 prend un alignement vers le sud et passe par La Nouvelle-Ibérie, Franklin, Morgan City et la région métropolitaine constituée de Houma, Bayou Cane et Thibodaux avant d'atteindre La Nouvelle-Orléans. La US 90 entre Lafayette et La Nouvelle-Orléans est une autoroute de quatre voies prévue pour être le prolongement de l'I-49 jusqu'à la métropole louisianaise. La US 90 traverse le centre-ville de La Nouvelle-Orléans et y rejoint à nouveau l'I-10 sur une courte distance. Elle lui est toutefois parallèle alors qu'elle quitte la ville vers le nord-est. Elle atteint peu après la Rivière aux Perles, marquant la frontière avec le Mississippi.

### Mississippi
La US 90 entre au Mississippi à Pearlington. Elle se dirige vers le nord-est sur un segment à deux voies avant d'atteindre une voie rapide. Elle y bifurque vers l'est et demeure une voie rapide d'au moins quatre voies durant son passage dans l'état. Elle atteint Baie-Saint-Louis et traverse la baie du même nom. De l'autre côté de la baie, elle est située sur la côte du Golfe du Mexique. Elle porte le nom de Beach Boulevard alors qu'elle traverse Pass Christian, Gulfport et Biloxi. Elle traverse la Baie de Biloxi et entre à Ocean Springs. Elle continue vers l'est jusqu'à Pascagoula, où elle bifurque vers le nord-est jusqu'à la frontière avec l'Alabama. Elle atteint la frontière au nord-est alors qu'elle redevient une route à deux voies.

### Alabama
La US 90 traverse le sud de l'Alabama. Elle entre dans l'état à l'ouest de Grand Bay et se poursuit vers le nord-est. Elle passe par Theodore et atteint Mobile. Elle traverse le centre-ville et passe dans un tunnel sous le fleuve Mobile. Elle traverse ensuite la Baie de Mobile en multiplex avec la US 98 tout en tant parallèle à l'I-10. De l'autre côté, à Spanish Fort, les routes se séparent. La US 90 passe par Malbis, Loxley, Robertsdale et Seminole avant d'atteindre la frontière avec la Floride à l'est de la ville, au fleuve Perdido.

### Floride
Alors qu'elle entre en Floride, la US 90 bifurque vers le sud en direction de Pensacola alors que la US 90 Alternate demeure au nord de la ville. Les deux routes se rejoignent au nord-est de la ville et la US 90 traverse la Baie d'Escambia. Elle passe par Pace, Milton, Crestview, DeFuniak Springs, Ponce de Leon, Marianna, Chattahoochee, Quincy et Tallahassee. Sur ce trajet, elle est toujours parallèle à l'I-10. Elle traverse le centre-ville de la capitale de l'état et sort de la ville. Elle continue de suivre l'I-10 alors qu'elle traverse les villes de Monticello, Madison, Live Oak, Lake City, Macclenny et Baldwin avant d'atteindre les limites ouest de Jacksonville.
Elle atteint le centre-ville de Jacksonville et traverse le fleuve Saint Johns en multiplex avec la US 1. La route longe l'I-95 et les US Routes se séparent. La US 90 poursuit vers l'est alors qu'elle quitte la ville. Elle atteint finalement Jacksonville Beach, son terminus est. À l'intersection avec la SR A1A, elle prend fin. La route se poursuit quelque peu jusqu'à la côte Atlantique comme Beach Boulevard. La rue prend fin dans un rond-point ayant un accès à la plage.

## Intersections majeures
Texas
 SH 54 à Van Horn
 I-10 à Van Horn
 US 67 à Marfa. Les routes forment un multiplex jusqu'à l'est d'Alpine.
 US 385 à Marathon. Les routes forment un multiplex jusqu'à l'est de Marathon.
 US 285 à Sanderson
 US 277 / US 377 à Del Rio. Les routes forment un multiplex dans la ville.
 US 83 à Uvalde
 I-410 à San Antonio
 I-10 / I-35 / US 87 à San Antonio. L'I-10 / US 90 forment un multiplex jusqu'à l'ouest de Seguin. La US 87 / US 90 forment un multiplex dans la ville.
 I-37 / US 281 à San Antonio
 I-410 à San Antonio
 I-10 à Seguin
 US 183 à Luling. Les routes forment un multiplex dans la ville.
 I-10 à l'est de Waelder
 US 77 à Schulenburg
 I-10 à l'est de Schulenburg
 I-10 à l'ouest de Glidden
 I-10 à l'est de Columbus. Les routes forment un multiplex jusqu'à Sealy.
 I-10 à Sealy. Les routes forment un multiplex jusqu'à l'ouest de Brookshire.
 I-10 à Katy. Les routes forment un multiplex jusqu'à Houston.
 I-610 à Houston
 I-45 à Houston
 I-69 / US 59 à Houston
 I-10 / I-610 à Houston
 I-10 / US 69 / US 96 / US 287 à Beaumont
 I-10 à Beaumont. Les routes forment un multiplex jusqu'à Toomey, Louisiane.
Louisiane
 I-10 à l'ouest de Westlake. Les routes forment un multiplex jusqu'à Lake Charles.
 US 171 à Lake Charles
 I-210 à Lake Charles
 US 165 à Iowa
 Future I-49 / US 167 à Lafayette. L'I-49 / US 90 formeront un multiplex jusqu'aux limites entre Avondale et Bridge City. La US 90 / US 167 forment un multiplex dans la ville.
 I-310 à Boutte
 I-10 / Future I-49 / I-910 à La Nouvelle-Orléans
 US 61 à La Nouvelle-Orléans
 I-610 à La Nouvelle-Orléans
 I-10 à La Nouvelle-Orléans
 I-510 à La Nouvelle-Orléans
 US 11 à La Nouvelle-Orléans
 US 190 au sud-est de Slidell
Mississippi
 Future I-310 / US 49 à Gulfport
 I-110 à Biloxi
Alabama
 I-10 aux limites entre Theodore et Tillmans Corner
 I-65 à Mobile
 US 98 à Mobile. Les routes forment un multiplex dans la ville.
 I-165 à Mobile. Les routes forment un multiplex dans la ville.
 US 98 à Mobile. Les routes forment un multiplex jusqu'à Spanish Fort.
 I-10 à Mobile
 I-10 à Spanish Fort
 US 31 à Spanish Fort
 I-10 / US 98 à Daphne. La US 90 / US 98 forment un multiplex dans la ville.
Floride
 US 98 à Pensacola. Les routes forment un multiplex dans la ville.
 US 29 à Pensacola
 I-110 à Pensacola
 I-10 à Ferry Pass
 US 331 à DeFuniak Springs. Les routes forment un multiplex dans la ville.
 US 231 à Cottondale
 I-10 à Midway
 US 27 à Tallahassee
 US 319 à Tallahassee
 I-10 à Tallahassee
 US 19 à Monticello
 US 221 à Greenville. Les routes forment un multiplex dans la ville.
 I-10 au sud-est de Falmouth
 US 129 à Live Oak
 I-75 à Lake City
 US 41 à Lake City
 US 441 à Lake City
 I-10 au sud-ouest de Sanderson
 US 301 à Baldwin
 I-95 à Jacksonville
 US 1 à Jacksonville. Les routes forment un multiplex dans la ville.
 I-95 à Jacksonville
 I-295 à Jacksonville
 SR A1A à Jacksonville Beach

## Routes auxiliaires
- US 190, route ouest-est reliant Iraan, Texas à Slidell, Louisiane.
- US 290, route ouest-est reliant Segovia à Houston, Texas.